# Miwok del llac
El miwok del llac és una llengua moribunda (o potser extingida) del nord de Califòrnia, parlada pels miwoks del llac a l'àrea adjacent al llac Clear. És una de les llengües de l'àrea lingüística del llac Clear juntament amb el patwin, pomo oriental, pomo del sud-est, i wappo.

## Fonologia

### Vocals
|                | Curta     | Curta    | Llarga    | Llarga |
| Anterior       | Posterior | Anterior | Posterior |        |
| -------------- | --------- | -------- | --------- | ------ |
| Alta (tancada) | i         | u        | iː        | uː     |
| Mitjana        | e         | o        | eː        | oː     |
| Baixa (oberta) | a         | a        | aː        | aː     |

### Consonants
|            |            | Labial | Dental  | Alveolar | Post-alveolar | Palatal | Velar | Glotal |
| ---------- | ---------- | ------ | ------- | -------- | ------------- | ------- | ----- | ------ |
| Oclusiva   | plana      | p      | t [t̻]   |          | ṭ [t̺]         |         | k     | ʔ      |
| Oclusiva   | aspirada   | pʰ     | tʰ [t̻ʰ] |          | ṭʰ [t̺ʰ]       |         | kʰ    |        |
| Oclusiva   | ejectiva   | pʼ     | tʼ [t̻ʼ] |          | ṭʼ [t̺ʼ]       |         | kʼ    |        |
| Oclusiva   | sonora     | b      |         | d [d̺]    |               |         |       |        |
| Fricativa  | sorda      |        |         | s        | ṣ [ʃ]         | ł       |       | h      |
| Fricativa  | ejectiva   |        |         |          |               | ƛʼ      |       |        |
| Africada   | sonora     |        |         | c [t͡s]   | č [t͡ʃ]        |         |       |        |
| Africada   | ejectiva   |        |         | cʼ [t͡sʼ] | čʼ [t͡ʃʼ]      |         |       |        |
| Nasal      | Nasal      | m      |         | n        |               |         |       |        |
| Aproximant | Aproximant | w      |         | l (r)    |               | j       |       |        |

L'inventari de consonants del miwok del llac difereix substancialment dels inventaris de les altres llengües miwok. Quan les altres llengües només tenen una sèrie d'oclusives, el miwok del llac en té quatre: plana, aspirada,  ejectiva i sonora. El miwok del llac també hi ha afegit les africades č, c, čʼ, ƛʼ i les líquides r i ł. Aquests sons semblen haver estat presos de manlleus d'altres llengües no vinculades a la zona del llac Clear, després de la qual cosa es va estendre a algunes paraules natives del miwok del llac.

## Gramàtica
L'ordre de paraules del miwok del llac és relativament lliure, però el més comú és el SOV (subjecte–objecte–verb).

### Morfologia verbal

#### Prefixos del subjecte
|                         | Singular | Dual     | Plural    |
| ----------------------- | -------- | -------- | --------- |
| 1a persona              | ka-      | ʔic-     | ma-, ʔim- |
| 2a persona              | ʔin-     | moc-     | mon-      |
| 3a persona no reflexiva | ʔi-      | koc-     | kon-      |
| 3a persona reflexiva    | hana-    | hanakoc- | hanakon-  |
| indefinit               | ʔan-     | ʔan-     | ʔan-      |

En la seva gramàtica del miwok del llac Callaghan informa que un parlant distingeix entre la 1a persona dual inclusiva -ʔoc i exclusiva ʔic-. Un altre parlant també recordava que aquesta distinció era feta antigament pels antics parlants.

#### Prefixos possessius
El miwok del llac usa prefixos possessius per indicar el possessor d'un nom. Excepte la 3a persona singular, tenen la mateixa forma que els prefixos de subjecte, però no mostren al·lomòrfia.
|                         | Singular | Dual     | Plural   |
| ----------------------- | -------- | -------- | -------- |
| 1a persona              | ka-      | ʔic-     | ma-      |
| 2a persona              | ʔin-     | moc-     | mon-     |
| 3a persona no reflexiva | ʔiṭi-    | koc-     | kon-     |
| 3a persona reflexiva    | hana-    | hanakoc- | hanakon- |
| indefinit               | ʔan-     | ʔan-     | ʔan-     |

La forma reflexiva -hana té el mateix referent com a subjecte de la mateixa clàusula, mentre que les formes no reflexives tenen un referent diferent, per exemple:
- hanaháju ʔúṭe – “Veu el seu propi gos”

- ʔiṭiháju ʔúṭe – “Veu el gos (de qualsevol altra persona)”